# Podarcis vaucheri
Podarcis vaucheri — вид ящірок родини Lacertidae. Батьківщиною виду є Північна Африка та південна Іспанія.

## Етимологія
Видова назва vaucheri дана на честь швейцарського ботаніка Анрі Воше (1856—1910).

## Географічний діапазон
P. vaucheri зустрічається в Алжирі, Марокко, Іспанії та Тунісі.

## Середовище проживання
Природними середовищами існування P. vaucheri є ліси помірного поясу, чагарникова рослинність середземноморського типу, скелясті ділянки, пасовища, сільські сади та міські території на висоті від рівня моря до 3100 м.

## Розмноження
P. vaucheri є яйцекладним.

## Додаткова література
- Boulenger GA (1905). «A Contribution to our Knowledge of the Varieties of the Wall-Lizard (Lacerta muralis) in Western Europe and North Africa». Transactions of the Zoological Society of London 17: 351—420. (Lacerta muralis Var. vaucheri, p. 365).
- Busack SD, Lawson R, Arjo WM (2005). «Mitochondrial DNA, allozymes, morphology and historical biogeography in the Podarcis vaucheri (Lacertidae) species complex». Amphibia-Reptilia 26 (2): 239—256.
- Oliverio M, Bologna MA, Mariottini P (2000). «Molecular biogeography of the Mediterranean lizards Podarcis Wagler, 1830 and Teira Gray, 1838 (Reptilia, Lacertidae)» Journal of Biogeography 27: 1403—1420. (Podarcis vaucheri, new status, p. 1404).